# Rhyphodesmus kartabo
Rhyphodesmus kartabo är en mångfotingart som beskrevs av Chamberlin 1950. Rhyphodesmus kartabo ingår i släktet Rhyphodesmus och familjen Platyrhacidae. Inga underarter finns listade i Catalogue of Life.